# Giuseppe Calcaterra

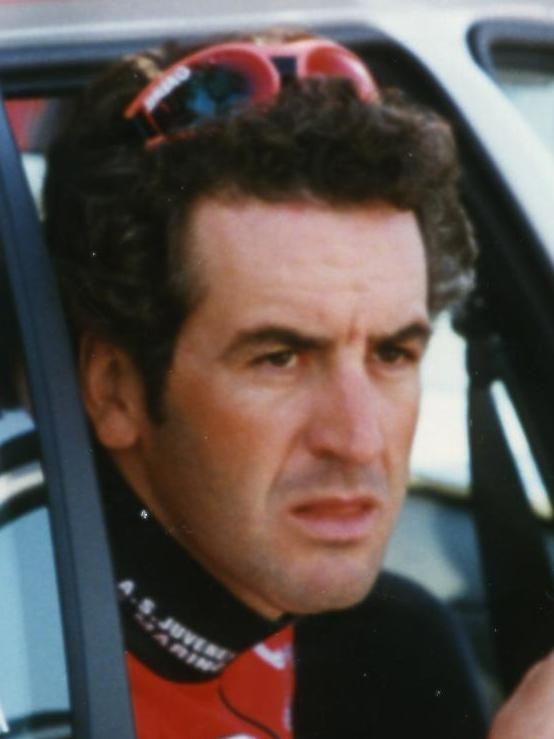
Giuseppe Calcaterra (1997)

Giuseppe Calcaterra (* 9. Dezember 1964 in Cuggiono) ist ein ehemaliger italienischer Radrennfahrer.

## Sportliche Laufbahn
Calcaterra war Straßenradsportler. Als Amateur gewann er 1984 die Eintagesrennen Circuito Salese, Trofeo Antonietto Rancilio und Targa d’Oro Città di Legnano.
1985 wurde er Berufsfahrer im Radsportteam Atala und blieb bis 2001 als Radprofi aktiv. Seine bedeutendsten Erfolge waren die Siege im Rennen Nizza–Alassio 1987, Giro di Puglia und im Giro dell’Appennino 1993. 1987 gewann er eine Etappe im Giro d’Italia.
Weitere Siege holte er in den Rennen Gran Premio Città di Empoli 1985 und auf Etappen der Settimana Internazionale Coppi e Bartali 1987, im Grand Prix Midi Libre 1990, im Giro di Puglia 1993 und in der Schweden-Rundfahrt 1994. Auch in der Vuelta a España war er erfolgreich, er gewann 1994 die 17. Etappe.
Calcaterra bestritt alle Grand Tours.

## Grand-Tour-Platzierungen
| Grand Tour            | 1987 | 1988 | 1989 | 1990 | 1991 | 1992 | 1993 | 1994 | 1995 | 1996 | 1997 | 1998 | 1999 | 2000 |
| --------------------- | ---- | ---- | ---- | ---- | ---- | ---- | ---- | ---- | ---- | ---- | ---- | ---- | ---- | ---- |
| Giro d’ItaliaGiro     | 106  | –    | 123  | –    | 117  | 138  | 96   | 79   | 111  | 91   | 103  | 93   | 109  | 118  |
| Tour de FranceTour    | –    | –    | –    | 118  | 149  | –    | –    | –    | –    | DNF  | –    | DNF  | DNF  | –    |
| Vuelta a EspañaVuelta | –    | –    | –    | –    | –    | –    | –    | 77   | 115  | –    | 115  | –    | –    | DNF  |